# Företagarförbundet
Företagarförbundet bildades 1991 och är en intresseorganisation för svenska småföretagare. Förbundet hade sin grund i det år 1936 bildade Svenska Företagares Riksförbund, SFR, som ofta kallades just "Företagarförbundet". När SFR 1991 slogs samman med Småföretagens riksorganisation och bildade Företagarnas Riksorganisation, valde vissa lokalorganisationer att stå utanför och bildade i stället Företagarförbundet. De första åren var det fullständiga formella namnet Företagareförbundet Företagarforum. Den förste förbundsordföranden var reklamföretagaren Jan B. Westman, som kom att uppmärksammas en del som opinionsbildare.
2013 lades beteckningen Fria Företagare till namnet, det hade dittills varit namnet på medlemstidningen.
Företagarförbundet Fria Företagare presenterar sig som en partipolitiskt obunden intresseorganisation för Sveriges småföretagare, främst de med färre än tio anställda. De arbetar för att förbättra villkoren för de svenska småföretagen genom opinionsbildning och kampanjer. Förbundet har bland annat engagerat sig för regler som förenklar för bankfinansieringen av företagande och förespråkar en tillväxtvänlig finanspolitik som låter företag växa.